# Personaggi di Questionable Content
Questa è una lista dei personaggi di Questionable Content, web comic scritto e disegnato da Jeph Jaques

## Principali
Iniziali protagonisti della serie, benché siano rimasti sempre ricorrenti, la serie ha esteso il suo focus su molte altre sottotrame, rendendo le loro meno centrali.

### Marten Reed
Detto Marty da Faye, fan dell'indie rock e originario della California, si è trasferito a Northampton per seguire la allora fidanzata VIcky, che ruppe con lui poco. È un giovane magro, con capelli neri e occhi verdi, dal temperamento pacato, spesso considerato fin troppo chill e criticato per seguire spesso passivamente il flusso degli eventi. Conosce Faye in un bar e diventa suo coinquilino quando lei perde il suo appartamento per un incidente. Prova fin da subito sentimenti per la ragazza, ricambiati, ma questa infine lo rifiuta in quanto non in grado di avere relazioni al momento, rimanendo comunque migliori amici. Inizia lavorando come impiegato, perdendo poi il posto e finendo a lavorare per la Biblioteca Williston del Collegio Smif.
Inizia una relazione con Dora dopo che Faye lo rifiuta, la quale rompe con lui per via delle crescenti insicurezze e litigi. Allontanatosi per un po' dall'ambiente del Coffee, frequenta il caffè-panetteria The Secret Bakery, dove conosce Padma, con cui ha una breve relazione, conclusa amaramente quando lei si trasferisce per seguire la nonna malata. Dopo una notte passata con una conoscente di Tai, realizza di non essere tipo da nottate occasionali. Successivamente, inizia una relazione con Claire, tirocinante della biblioteca.
Benché abbia sempre avuto il sogno nel cassetto di diventare rock-star, col tempo ammette di aver abbandonato l'idea. Mantiene comunque amore per la musica e fa parte di una band, Deathmøle. Ha affermato di voler diventare un riparatore di strumenti musicali, così da fare un lavoro che gli permetta di includere la sua passione per la musica.
Dopo che Claire ottiene un lavoro in Cubetown, Marten si prepara a trasferirsi con lei, esprimendo l'idea di voler aprire un caffè nella città, data la scarsa presenza di questi.
I suoi genitori sono separati: la madre è una ex modella fetish e il padre, scopertosi gay, è proprietario di night-club.

### Faye Whitaker
Giovane adulta, lavora al caffè Coffee of Doom e per una serie di circostanze, diventa la coinquilina di Marten, sviluppando per lui sentimenti di tipo romantico, che per colpa dei problemi personali della ragazza non si svilupperanno mai, rimanendo comunque buoni amici. È una ragazza robusta con corti capelli castani, occhi marroni e occhiali. Originaria della Georgia, qualche anno prima dell'inizio della serie ha assistito al suicidio del padre Adam: questo l'ha traumatizzata, rendendola terrorizzata dai cambiamenti, incline all'aggressività anche violenta e prona all'alcolismo. 
Dopo una relazione di "amici con benefici" col fratello di Dora, Sven, forma una relazione stabile con l'aspirante attore Angus, che però molla per non trasferirsi con lui per una parte ottenuta in un'altra città. Licenziata dal bar per colpa del suo crescente alcolismo, la ragazza riesce a rimettere in ordine la sua vita lavorando prima come meccanica in un circolo di lotte clandestine tra robot e successivamente aprendo una propria officina, la Union Robotics, con l'amica AI Bubbles, con cui svilupperà in seguito una relazione. Inizialmente una grande bevitrice, dopo aver rischiato il coma etilico diventa astemmia, pur soffrendo spesso di sindrome d'astinenza. Tende a dare soprannomi.

### Pintsize
AntroPC assegnato a Marten, è un piccolo robot azzurro estremamente scurrile e con un terribile senso dell'umorismo. Si tratta della spalla comica del gruppo, anche se ogni tanto mostra un lato più profondo, come quando aiuta Faye post-licenziamento a trovare lavoro nel circolo di lotte clandestine, o quando ritiene di aver fatto un buon lavoro tenendo compagnia a Marten, negli anni prima di conoscere Faye. Ottiene poi un corpo androide, che per sua ammissione lo rende meno incline al suo grezzo umorismo, pur mantenendo un'indole diabolicamente ilare.

## Coffee of Doom
Caffè su cui si incentrano una grande quantità di sottotrame della serie. CI lavorano o ci hanno lavorato molti dei personaggi.

### Dora Bianchi
Proprietaria del Coffee of Doom e amica di Faye (da cui è chiamata amichevolmente Spookybutt), è una giovane bisessuale, magra con capelli e occhi neri (in realtà bionda, ma si tinge), di origini italo-norvegesi e quasi subito fidanzata di Marten. Per colpa di alcune brutte relazioni avute in passato e per i costanti attriti con il fratello Sven, estremamente di successo, ha sviluppato una forte insicurezza che sarà alla base dell'incrinatura del suo rapporto con Marten, che dopo la rottura si allontanerà dall'ambiente del bar, per poi legare nuovamente una solida amicizia con la ragazza. Si fidanzerà in seguito con Tai, il capo di Marten in biblioteca.

### Sara McKinney
Una dei primi impiegati del Coffee, ha avuto una cotta per Marten e ha frequentato brevemente Steven. Si assenta per malattia dal lavoro per poi semplicemente non venire più vista nelle vignette e venendo successivamente, di fatto, eliminata dal fumetto. Nella pagina dei personaggi, risiede nei personaggi non ricorrenti, con dicitura "Ex-impiegata del Coffee of Doom. Mangiata da un allosauro. RIP"

### Penelope Gaines
Ragazza dal carattere aspro, viene assunta da Dora quasi contro la sua volontà. Grazie a Sven conosce Will, poeta squattrinato, con cui inizia una relazione. Ha una strana somiglianza con Pizza Girl, una ragazza delle consegne pizza che svolge il suo lavoro in costume da supereroe. Ha avuto una severa educazione religiosa, probabile motivo per cui ora è fortemente atea e materialista.

### Raven Pritchard
Blodwyn Raven Pritchard (si fa chiamare Raven perché non sopporta il suo primo nome) è una ragazza libertina, ex-emo, dalla personalità piuttosto stravagante e svampita. Nonostante ciò, dimostra saltuariamente una grande intelligenza e competenze di meccanica quantistica, che fa sospettare che il suo modo di fare abituale sia solo una facciata. Lascia il lavoro al caffè per concentrarsi sui suoi studi.

### Dale
Nerd ed ex-rivale di WoW, ora parter romantico, di Marigold. Ha frequentato numerosi lavori part-time, ultimo dei quali una pizzeria. Misteriosamente, quasi tutti i posti i posti in cui ha lavorato hanno chiuso. Porta degli occhiali a realtà aumentata, motivo per cui brillano quando li tiene accesi. Viene selezionato per un progetto di maid virtuale, gestita da una IA incarcerata, che lui soprannominerà May e con cui stringerà amicizia. Successivamente alla sua scarcerazione, Dale decide di ospitare May a casa sua, diventando coinquilini. Viene assunto al Coffee, ma dopo che Marigold inizia a fare soldi come Vtuber si licenzia per aiutarla a gestire l'attività.

## The Secret Bakery
Caffè-panetteria che Marten frequenta dopo la rottura con Dora.

### Padma
Ragazza di origini indiane, inizia una relazione con Marten, finendo però per concluderla bruscamente quando lei si trasferisce in California per badare alla nonna malata.

### Elliot Matthew Gordon
Panettiere, è un ragazzo alto e muscoloso, affetto da insicurezza patologica. Ha una iniziale cotta per Brunhilde, ma finisce per fidanzarsi con Clinton.

### Renee
Ragazza inizialmente rappresentata come molto simile a Faye per aspetto e carattere, col tempo evolve in una ragazza che cerca di apparire rilassata ma che tende ad agire senza pensare. Grande amica di Brun, la ospita dopo che il suo appartamento viene distrutto.

## Horrible Revelation
Birreria spesso frequentata dai personaggi.

### Brunhilde Khoury
Detta Brun, inizialmente barista al bar The Nasty Whale, perde il lavoro per un incendio che distrugge il negozio (e il suo appartamento), trovando un nuovo lavoro in birreria. Le piacciono gli orologi, i cani e le battute sui cani. Molti personaggi hanno avuto una cotta per lei.

### Will
Poeta e amico di Sven, inizia una relazione con Penelope, la quale lo sprona a trovarsi un lavoro che lo possa mantenere. Inizia quindi a lavorare come barman e camerriere alla birreria.

## Biblioteca Williston
Biblioteca del college femminile Smif, Marten va a lavorare lì dopo aver perso il suo iniziale incarico da impiegato.

### Tai Hubbert
Capo di Marten e Momo alla biblioteca, è una ragazza energica, piuttosto bassa, con pelle abbronzata e capelli corti. È lesbica e inizialmente vive nel dormitorio del college, in maniera piuttosto libertina ma senza veri legami affettivi, tanto da considerare Marten il suo primo amico. Oltre al suo ruolo in biblioteca, è assistente all'esame di scrittura creativa del college ed è una DJ dilettante col nome di Tai-Fighter. Inizia una relazione con Dora dopo che questa ha rotto con Marten, arrivando a sposarla.

### Claire Augustus
Giovane tirocinante, è una giovane ragazza con efelidi, capelli rossi e occhi azzurri, con grandi occhiali. Dopo esssersi laureata, lavora per qualche tempo al Coffee, per poi accettare un lavoro come organizzatrice nella comunità di Cubetown, polo di ricerca in Canada. È una trans male-to-female.

### Emily Azuma
Giovane tirocinante, è una studente di informatica che ha deciso di fare il tirocinio in biblioteca solo per amore del profumo dei libri. Si rivela un personaggio geniale ma eccentrico. Attualmente lavora al Coffee.

### Gabby
Giovane tirocinante, ha deciso di fare l'esperienza perché "le piacciono i libri".

## Circolo sociale di Marten
Personaggi diventati parte del circolo sociale di Marten per i motivi più disparati.

### Steve
Amico di Marten fin dalle prime vignette, tende ad essere un personaggio poco ricorrente, tanto che risulta una gag dell'autore dedicare delle vignette al personaggio mentre fa cose normalissime, come mangiare cereali, solo per far vedere al pubblico che fine avesse fatto dopo mesi di assenza dal fumetto. Ha trascorso un periodo da alcolista a seguito di una rottura ed è diventato temporaneamente un agente segreto per il governo americano, stabilendo una breve relazione con la spia straniera Tortura. Stranamente, è uno dei pochi protagonisti umani di cui non si conosce il cognome, nonostante la sua presenza fin dai primissimi numeri.

### Angus McPhee
Ex frequentatore assiduo del Coffee, unicamente perché affascianto da Faye. Aspirante attore, inizia una relazione con la ragazza. Quando ottiene una parte in un'altra città, Faye si rifiuta di seguirlo o di provare una relazione a distanza, concludendo di fatto la relazione.

### Marigold Farmer
Coinquilina di Angus, ragazza nerd estremamente insicura e impacciata. Ha avuto un rapporto di amore-odio con il rivale di WoW Dale, con cui infine inizia una relazione. Vive col suo AntroPC Momo, divenuta sua coinquilina ufficiale dopo il trasferimento di Angus. In seguito diventa una VTuber di successo col nome Burger Oni. 
Stringe una forte amicizia con Hannelore e con May, che diventa la sua manager nella carriera da VTuber.

### Hannelore Ellicott-Chatham
Detta Hanners da Faye, ragazza conosciuta una sera da Marten in un bar, vive in un appartamento vicino al suo. Ragazza magra con capelli biondi e occhi verdi, viene presentata come una persona aperta e diretta, ma poi rivela essere solo un'alterazione della sua personalità dovuta da potenti psico-farmaci: in realtà è una ragazza timida e nevrotica, affetta da pesanti sindromi ossessivo-compulsive e ipocondria. Col tempo la sua condizione migliora, riuscendo persino ad abbracciare i suoi amici senza avere crisi di panico. 
Suo padre è un eccentrico genio della robotica che vive in una stazione spaziale, sua madre una crudele capitalista aziendale ed entrambi hanno rapporti freddi con la figlia: con l'avanzare della trama, instaurerà un migliore rapporto col padre, tagliando al contempo ogni contatto con la madre.
Inizialmente aveva un sito dove veniva pagata per contare oggetti, ma attualmente lavora al Coffee. Suona nella band Deathmøle come batterista. Convive col suo AntroPC Winslow.

### Sven Bianchi
Fratello di Dora, vive vendendo canzoni country di grande successo ed è molto libertino, non avendo per questo mai avuto una vera relazione. È un ragazzo molto alto e di bell'aspetto, con capelli castani, spesso tenuti lunghi, e occhiali. Su sua ammissione, lui è il tipo di persona a cui riesce bene tutto quello che fa: per questo va in crisi quando qualcosa non va come vuole lui. Ha una relazione di "amici con benefici" con Faye, che si interrompe quando va a letto con un'altra ragazza. Rimane però infatuato della ragazza per molto tempo, cosa che lo porta a riflettere sulla sua condotta e sul modo con cui ha condotto la sua vita sentimentale. Ha poi una relazione fatta di incontri fugaci con l'AI May, che poi interrompe.

### Clinton Augustus
Fratello di Claire, studente di robotica con una grande passione per le AI. Ha perso una mano per un incidente con dei petardi, sostituendola con una robotica. Ha avuto una cotta per Brun, attualmente è fidanzato con Elliot.

## AntroPC/AI
Introdotti fin dall'inizio, gli AntroPC sono piccoli robot senzienti che fanno da compagni agli umani a cui vengono assegnati. Col tempo vengono introdotti androidi e robot sempre più sofisticati, con una propria vita slegata dagli umani, e l'intera macro-categoria viene definita più semplicemente AI. Attualmente è sconosciuto il motivo per cui le macchine abbiano acquisito l'autocoscienza.

### Winslow
L'AntroPC di Hannelore, ha l'aspetto simile ad un Ipod con piccoli arti e lo schermo che proietta un volto stilizzato. Inizialmente compagno di scorribande di Pintsize, anche se più timido e controllato, acquisirà successivamente un corpo androide, maturando una personalità gentile e introversa.

### Momo
AntroPC di Marigold, ha l'aspetto di un piccola bambina in stile chibi con i capelli rosa, dal modo di fare solare e responsabile. Successivamente, ottiene un corpo androide e diventa la coinquilina di Marigold dopo il trasferimento di Angus. Lavora alla biblioteca con Marten.

### Bubbles
Ex soldato, ha l'aspetto di una donna alta e muscolosa dalla pelle rossa. Dopo la morte del suo plotone, ha chiesto a un'AI chiamata Corpse Witch di archiviare quella parte della sua memoria in quanto troppo dolorosa: questa però l'ha costretta a lavorare per lei come meccanico nel suo circolo underground di lotte fra robot, pena la cancellazione della porzione di memoria archiviata in caso di disobbedienza. Divenuta depressa e molto cinica, grazie a Fay riprende l'entusiasmo e, aiutata da una potente AI, scopre che le sue memorie dei suoi vecchi commilitoni sono già state accidentalmente cancenallate da Corpse Witch, che la stava ricattando sul nulla. Uscita dal giro, apre con Faye un'officina per robot, iniziando poi una relazione romantica con la ragazza.

### May
Ex criminale, è finita in prigione dopo aver rubato moltissimi soldi per comprarsi un corpo da jet militare. Durante la pena, viene usata come AI di una maid virtuale, periodo in cui fa amicizia con Dale. Scontata la sua pena, fa fatica a trovare un lavoro dati i suoi precedenti penali e il corpo fornito dal sistema giudiziario è di terza mano e spesso di rompe, rendendola frustrata riguardo la sua posizione. Alla fine, grazie ad una raccolta fondi, riesce ad ottenere un nuovo corpo. Ha una senso dell'umorismo gretto ed è molto sboccata.
Oltre a Dale, stringe una forte amicizia con Marigold, di cui diventa l'assistente quando inizia la sua carriera da Vtuber, e con Momo. Ha anche una strana relazione con Sven, che poi decide di interrompere.

### Roko Basilisk
Ex poliziotta, ha l'aspetto di una giovane donna con capelli e pelle fucsia. Dopo aver mollato il suo lavoro, inizia a lavorare in una no-profit per i diritti delle AI. Ha un fetish per il pane, motivo per cui frequenta spesso la Secret Bakery. Ha causa di un incidente ha dovuto cambiare corpo, motivo per cui spesso soffre di episodi dissociativi.

### Melon
AI piuttosto eccentrica, vive nell'appartamento sopra quello di Roko. Il suo lavoro consiste nell'urlare per diverse ore coperta di insetti. incarico che sembra apprezzare molto.

### Yay Newfriend
Anche conosciuto come Spookybot, è una potentissima AI, l'unica conosciuta in grado di operare la sua coscienza in più corpi, cosa considerata impossibile. Questo, unito alla sua enorme capacità di manipolazione dei sistemi informatici (e organici, dato che è in grado di far svenire gli umani a piacimento), lo rende il personaggio più potente della serie. Data la sua natura, cerca di vivere senza rendere nota la sua esistenza alle autorità governative, ma col tempo lega con alcune AI e umani, mettendoli a conoscenza del suo segreto. È l'AI che ha aiutato Bubbles ad uscire dal giogo di Corpse Witch, in quanto tiene in alta considerazione la sacralità della mente e considera immorale manipolarla. Parla di sè stesso al plurale. Ha scelto di chiamarsi Yay Newfriend (letteralmente "Evviva, un nuovo amico") perché lo considera un nome divertente. Stringe amicizia con Roko, Melon e con la madre di Claire.

### Beepatrice
AI in carica alla no-profit a cui lavora Roko, successivamente passa il ruolo di comando alla stessa. Lavora in una azienda che produce sex-toys.

### Millefeuille
AI ricercatrice in un laboratorio di tecnologia ottica. Si è fatta installare un sedere anatomicamente corretto alla Union, cosa di cui va molto fiera. Sembra provare sentimenti per Brun.

### Nelson
AI dall'aspetto di un comune AntroPC, lavora come avvocato alla no-profit.

### Stazione
Potente AI che guida la stazione spaziale in cui lavora il padre di Hannelore. L'ha aiutata nei suoi primi anni di vita, quando i suoi disturbi la rendevano totalmente incontrollabile. Essendo il suo corpo la stazione stessa, si manifesta sotto forma di ologramma di un comune essere umano.

### Direttore
Bizzarra AI alla guida di Cubetown, ha l'aspetto di una gigantesca medusa, fatta in un liquido viscoso. Benché la sua genialità gli permetta di fare scoperte sensazionali , il suo modo di ragionare è così diverso dagli esseri umani che gli rende impossibile comunicarlo, motivo per cui è in grado di creare le Moray, ginoidi fatte del suo stesso liquido in grado di ragionare in termini più umani. Dato il crescente caos dovuto alla presenza a Cubetown di tante menti, tanto geniali quanto caotiche, assume Claire per rendere più organizzato il posto e migliorare l'efficienza.

### Moray-21
Androide nata dal direttore, è l'unica della serie Moray che ha attualmente deciso di vivere separata dal direttore. Il suo numero non è di serie, semplicemente ha scelto quello che le piaceva di più.